# 1-Lysophosphatidylcholine

Structure générique d'une 1-lysophosphatidylcholine où R est une chaîne aliphatique.

Une 1-lysophosphatidylcholine (1-lysoPC) ou lysolécithine, est une biomolécule dérivée d'une phosphatidylcholine par hydrolyse d'un résidu d'acide gras en position 1 sur le glycérol ; cette hydrolyse est généralement le fait d'une phospholipase A1. Ils constituent une étape de la biosynthèse des phosphatidylcholines et sont des sous-produits de plusieurs voies métaboliques participant à la lipogenèse dans les cellules.
La nomenclature à leur sujet n'est pas fixée et, à travers la littérature les concernant, les 1-lysoPC peuvent également être appelées 2-acylglycéro-3-phosphocholine, 1-lyso-2-acyl-sn-glycéro-3-phosphocholine, β-lysophosphatidylcholine, 2-acylglycérophosphocholine, L-1-lysolécithine, ou encore 1-lécithine.
Les 1-lysophosphatidylcholines sont structurellement semblables aux 2-lysophosphatidylcholines à partir desquelles elles se forment spontanément par transfert d'un groupe acyle du carbone 1 au carbone 2 du résidu glycérol, ces deux isomères étant en équilibre :
|                           | {\displaystyle \rightleftharpoons } |                           |
| 2-Lysophosphatidylcholine |                                     | 1-Lysophosphatidylcholine |
L'équilibre de 90 % de 2-lysoPC et 10 % de 1-lysoPC est atteint avec une demi-vie d'environ 10 minutes aux conditions physiologiques et d'environ une heure aux conditions de laboratoire.
Le taux d'isomérisation est le plus faible à pH 4-5 ; une enzyme, la lysolécithine acylmutase (EC 5.4.1.1), a été découverte chez Penicillium notatum : elle catalyse cette isomérisation aux pH acides.